# Cristo del Otero
El Cristo del Otero es una escultura de grandes dimensiones situada en un otero de la ciudad de Palencia (España), representando a Jesucristo en actitud bendiciente. Es obra del escultor palentino Victorio Macho (1887-1966), y se considera la escultura de Jesucristo más alta de España, y una de las más altas de Europa.

## Historia y descripción

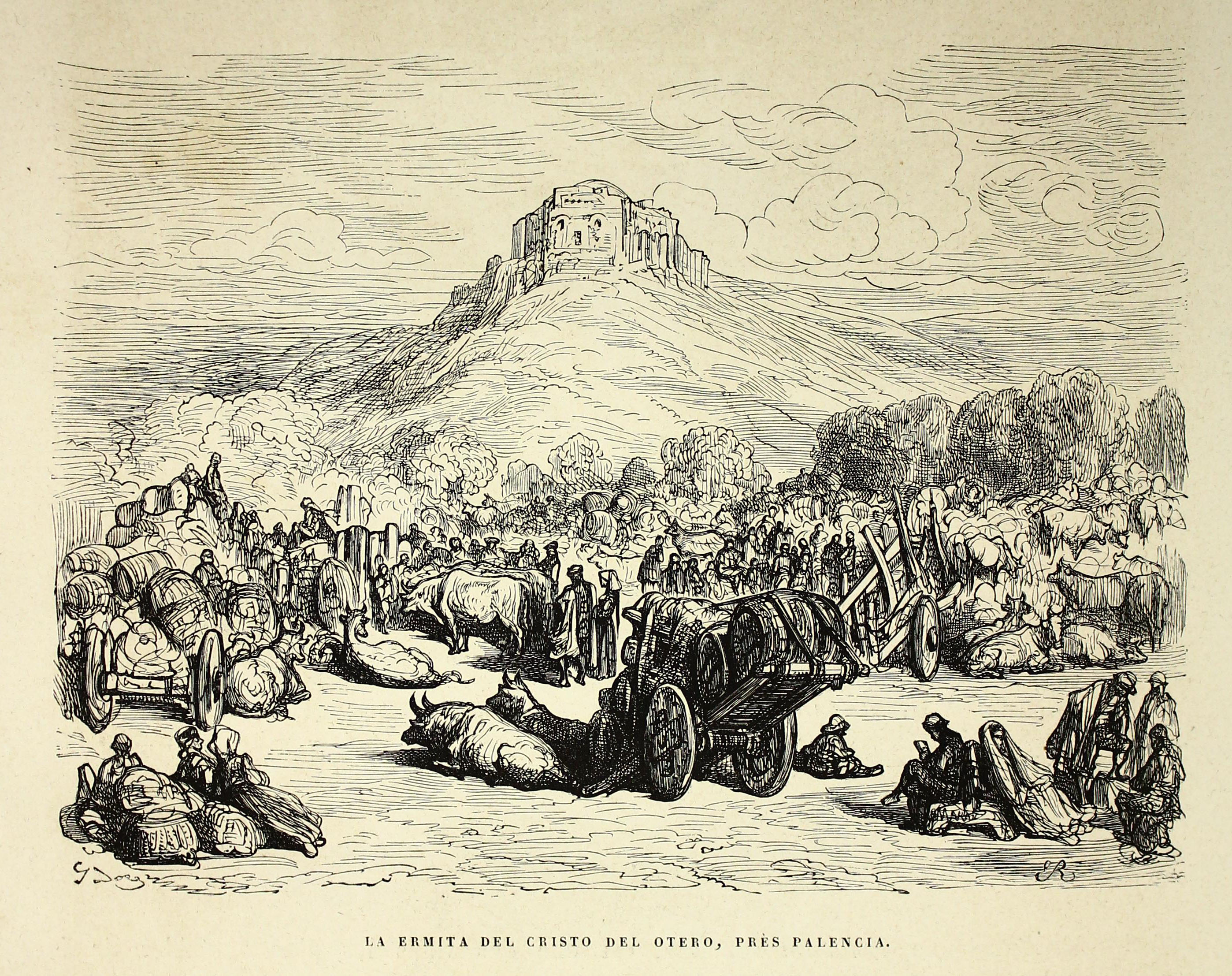
Vista del cerro, donde se ubicaría más adelante la escultura, a mediados del. Grabado de Gustave Doré.

El Cristo del Otero se eleva sobre la cima de una antigua ermita rupestre, Santa María del Otero, a las afueras de la ciudad. Esta ermita y sus alrededores son lugares de rica tradición, plasmada en forma de leyendas, romances y rituales que aún se conservan, como la Romería de santo Toribio.
Desde el punto de vista arqueológico, en el cerro del Otero y su vecino cerro de san Juanillo perduran huellas del eremitismo que se dio en la Alta Edad Media en la provincia palentina. Es también  un lugar interesante para la Paleontología, ya que en sus laderas fue descubierto un importante yacimiento de especies del Mioceno, de los más relevantes de este periodo en España.
En el año 1930, el escultor Victorio Macho, nacido en Palencia, presentó un proyecto de una escultura monumental de Jesucristo para coronar el cerro, recibiendo el apoyo de las autoridades municipales y del Obispado. El monumento debía erigirse mediante suscripción popular. 
Es una de las estatuas de Jesucristo más altas de Europa y del mundo, aun cuando no pudiera completarse según el proyecto inicial en su totalidad, que sobre la figura, realizada en hormigón armado y modelado, preveía revestimientos de placas de metal así como como mosaicos, que fueron realizados solo en parte con el objeto de abaratar los costes y poder concluir la obra. 
El estilo de la escultura se ha definido como próximo al Art déco y al Cubismo, influencias muy presentes en la obra de Macho. La esquematización y geometrización del cuerpo de Jesucristo, vestido con una túnica con profundos pliegues verticales, quedan atenuadas en los brazos, pies y cabeza, de raigambre más naturalista. Esta diversidad de influjos y tratamientos estéticos dentro de la misma obra es apreciable en otra obras del escultor, como el monumento a Alonso Berruguete de la Plaza Mayor de Palencia, o la fuente-monumento a Ramón y Cajal en el Parque del Retiro de Madrid.
En la entrada a la ermita hay una pequeña explanada y mirador donde se puede observar una completa panorámica de la ciudad. La propia ermita y sus espacios adyacentes albergan el Centro de Interpretación de Victorio Macho, que explica la génesis del monumento, la trayectoria vital del autor y el contexto histórico.  
Desde 2014, la escultura cuenta con un sistema de iluminación inteligente con gran variedad de colores que pueden cambiar de manera instantánea, para conmemorar o remarcar efemérides o acontecimientos especiales de la ciudad.
Debido a la ubicación en lo alto de una colina expuesta a los elementos, al paso del tiempo y la falta de mantenimiento, el Cristo del Otero entró en la Lista Roja del Patrimonio en el año 2014. Sin embargo, fue retirado de dicha lista al año siguiente, debido a las obras de restauración y consolidación que se llevaron a cabo para mantener la integridad del monumento, considerado uno de los símbolos icónicos de Palencia.

## Altura de la estatua

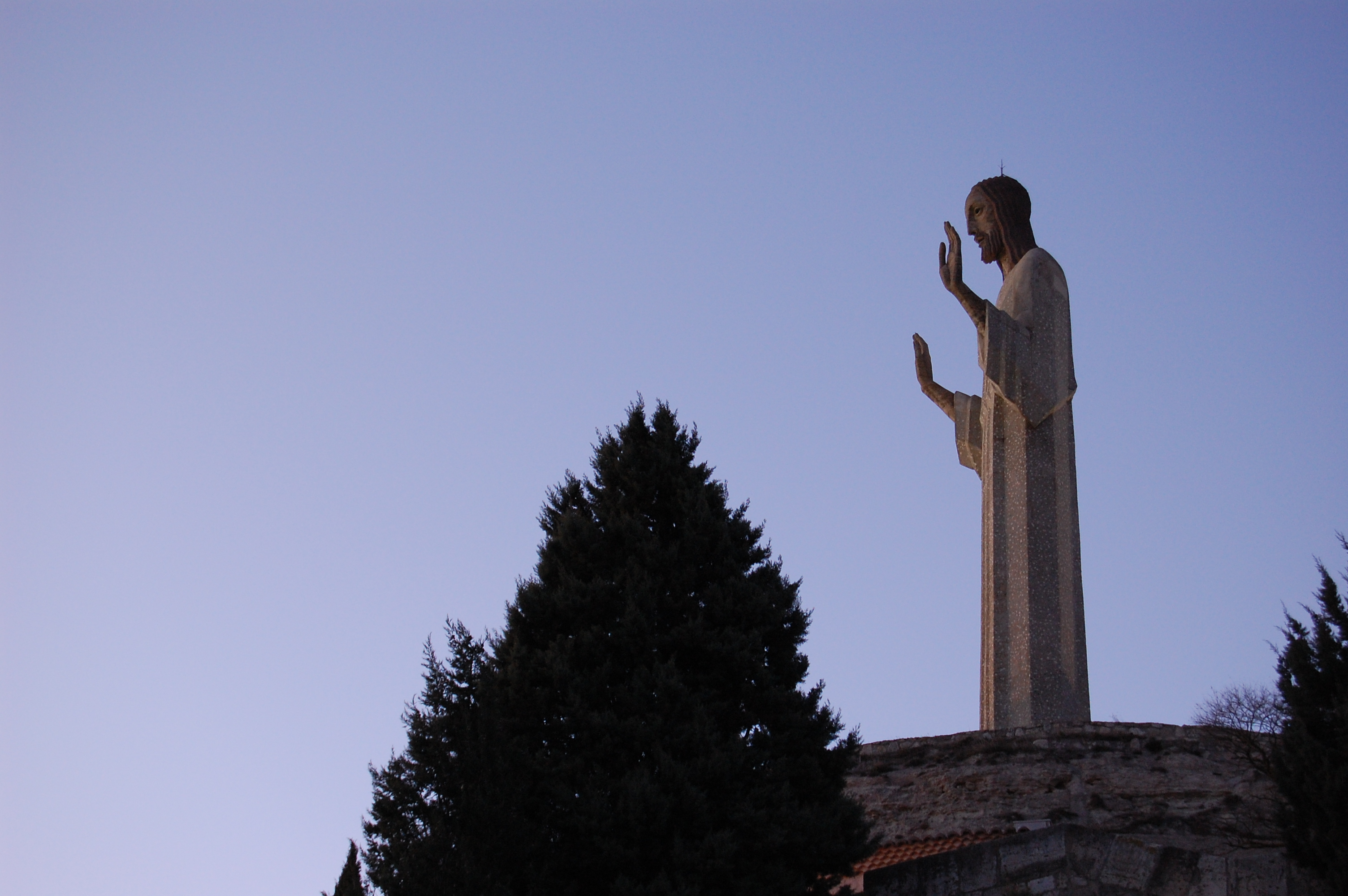
Vista lateral del Cristo.

Son muchos los debates suscitados entre los palentinos sobre la altura del Cristo, pero lo cierto es que la estatua mide 21 metros de altura, por lo que sería la figura de Cristo más alta de España y una de las más altas de Europa.
Figuras monumentales de Jesucristo de otros países, como las del Cristo de las Noas, en México, tienen una altura muy semejante (en torno a 21 m), y otras claramente superior, como el Cristo Redentor (1931) de Río de Janeiro, Brasil (30 m), el Cristo de la Concordia (1994) en Cochabamba, Bolivia (34 m) o Cristo Rey (1953) en Cali, Colombia (26 m), el Cristo de La Habana (20 m la escultura sobre 3 m de base). Desde finales de 2010 hay al menos una escultura en Europa que la supera en altura: la escultura polaca de Cristo Rey (35 m).
En cualquier caso todas ellas se encuentran lejos de la estatua más alta del mundo, que es, desde 2018, la estatua de la Unidad (India), con 182 m.

## Proyecto inicial

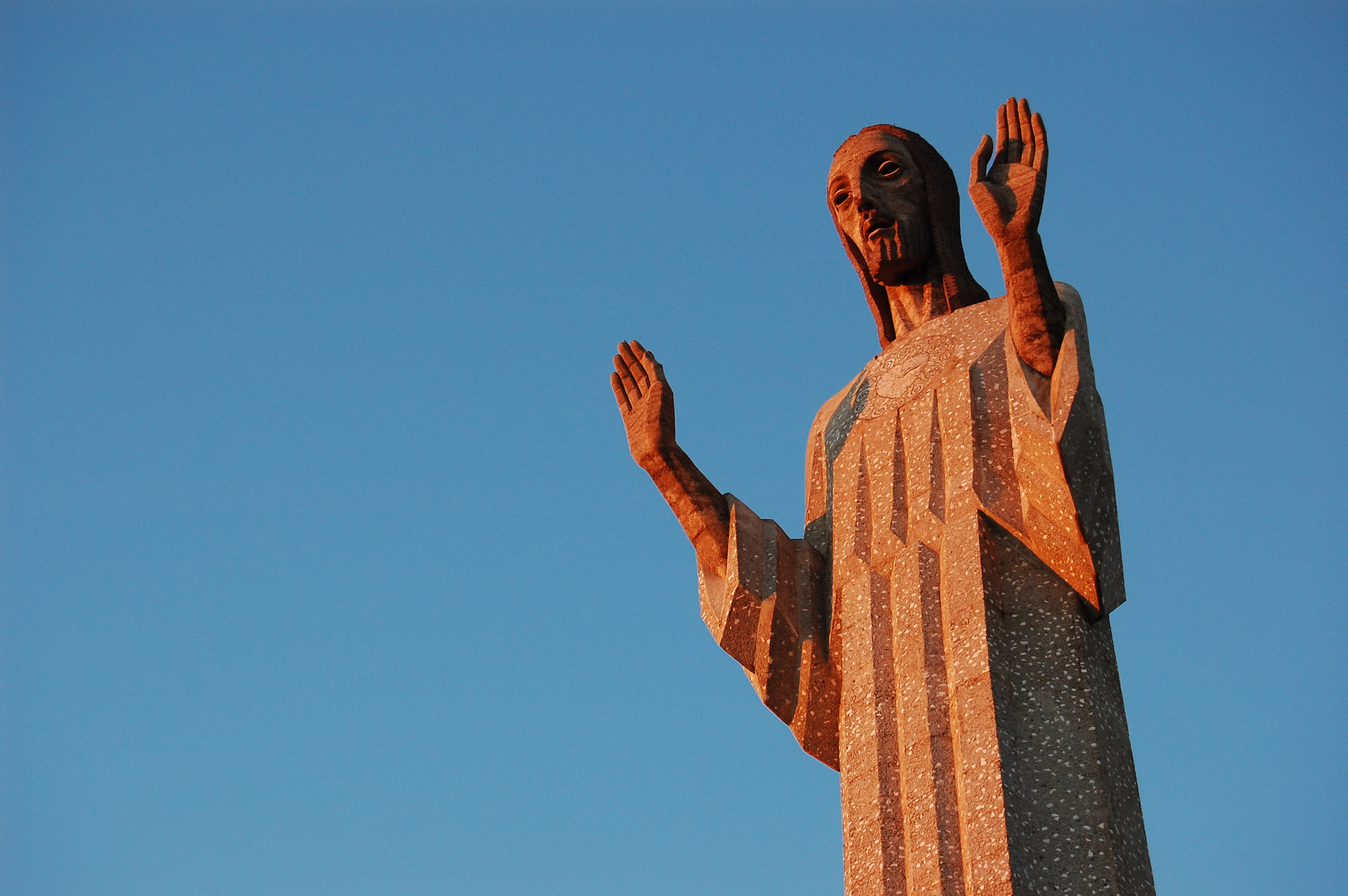
El Cristo al atardecer.

El proyecto inicial, encargado durante la dictadura de Primo de Rivera a Victorio Macho, contemplaba una imagen de 20 metros de altura recubierta de azulejos con brillo metálico, cabeza, brazos y pies de bronce y ojos de marfil y mármol azul pulimentado.
Finalmente, aquel proyecto sufrió una serie de cambios, ya que los brazos del Cristo, originalmente inclinados hacia abajo, se reformaron para aligerar la escultura. En el Museo Victorio Macho-Roca Tarpeya de Toledo se conservan el proyecto final original, a escala reducida y con los ricos materiales previstos, así como numerosos bocetos y vaciados de algunos detalles de la escultura. También en la propia ermita del Otero pueden admirarse dibujos, bocetos y obras relacionadas directamente con el Cristo y con el escultor.

## Ermita y centro de interpretación

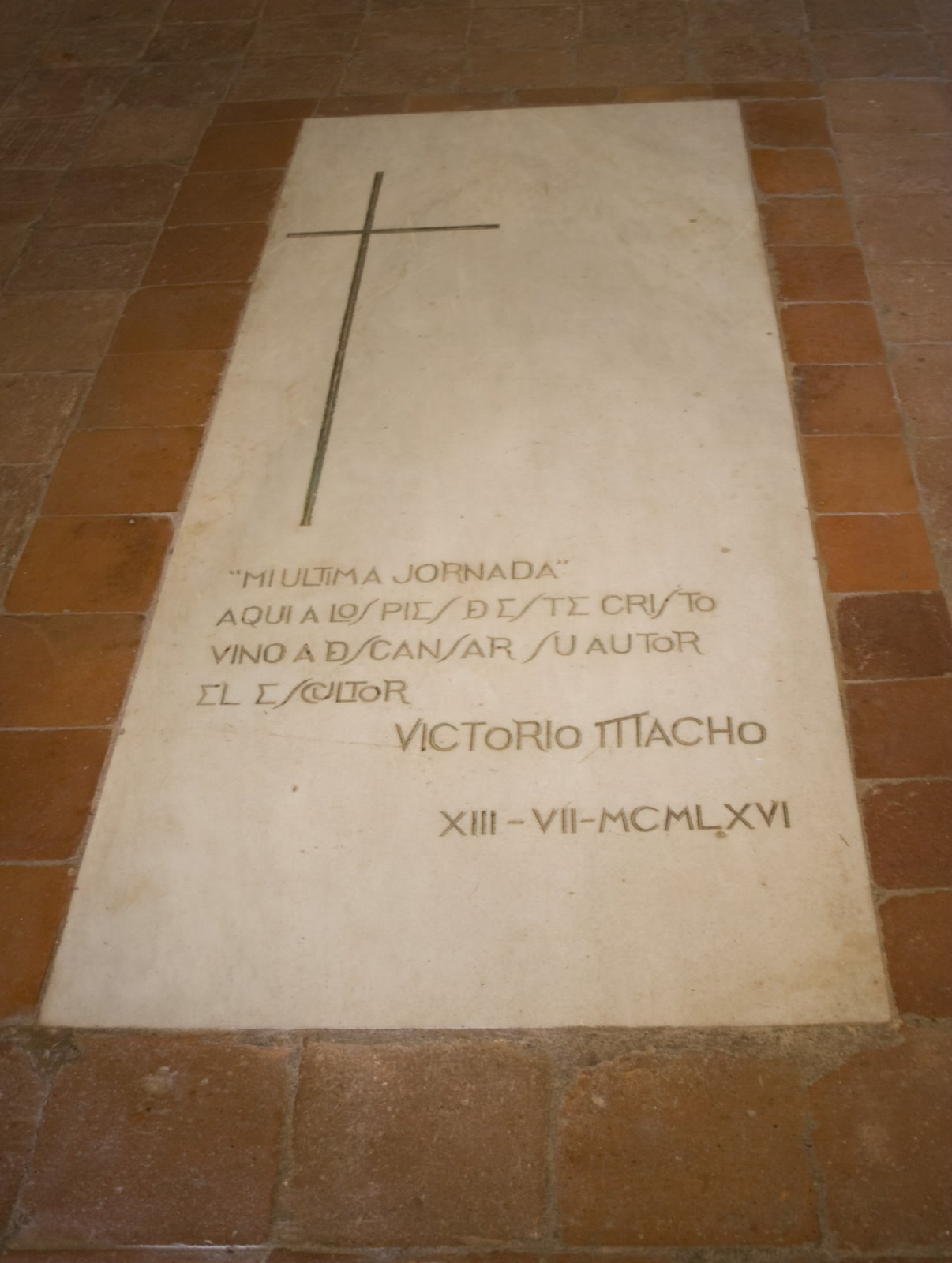
Tumba del escultor Victorio Macho. Aquí reposan sus restos desde su muerte en Toledo el 13 de julio de 1966.

A los pies del Cristo hay excavados un museo y una ermita, santa María del Otero. El museo contiene:
- Paneles informativos de la obra y vida de Victorio Macho, así como fotografías de monumentos, proyectos y documentos.
- Obras originales del escultor, como el Autorretrato a los 17 años, el primero que realizó; figuras de terracota, el modelo para la Eva de América o el busto en yeso patinado del Cristo a escala reducida.
- Estatuillas de bronce (Aguadora y el Campesino Ibérico), que han servido para ser reproducidas a mayor tamaño en calles palentinas. (La Aguadora, a tamaño natural, se encuentra en la calle Ignacio Martínez de Azcoitia, tras el ayuntamiento de la ciudad, y el Campesino Ibérico, que mide cuatro metros, se halla en la rotonda que comunica las avenidas de Simón Nieto y Asturias). Ambas reproducciones fueron realizadas por Luis Alonso, discípulo de Victorio Macho.
- Sala multimedia donde se pueden ver proyecciones y una visita virtual.

En la ermita, sostenida por multitud de columnas y completamente encalada, se pueden contemplar:
- La talla central de Jesús Crucificado (presenta un gran parecido con el Cristo de la Misericordia que desfila en la Semana Santa por las calles de Palencia).
- Proyectos para el monumento a Alonso Berruguete.
- Tumba de Victorio Macho, en el suelo de la ermita, cubierta por una sencilla lápida de mármol blanco con la siguiente inscripción:

Mi última jornada:
Aquí a los pies de este Cristo
Vino a descansar su autor.
El escultor
 Victorio Macho.
XIII-VII-MCMLXVI.

## Algunas fiestas relacionadas con el Cristo

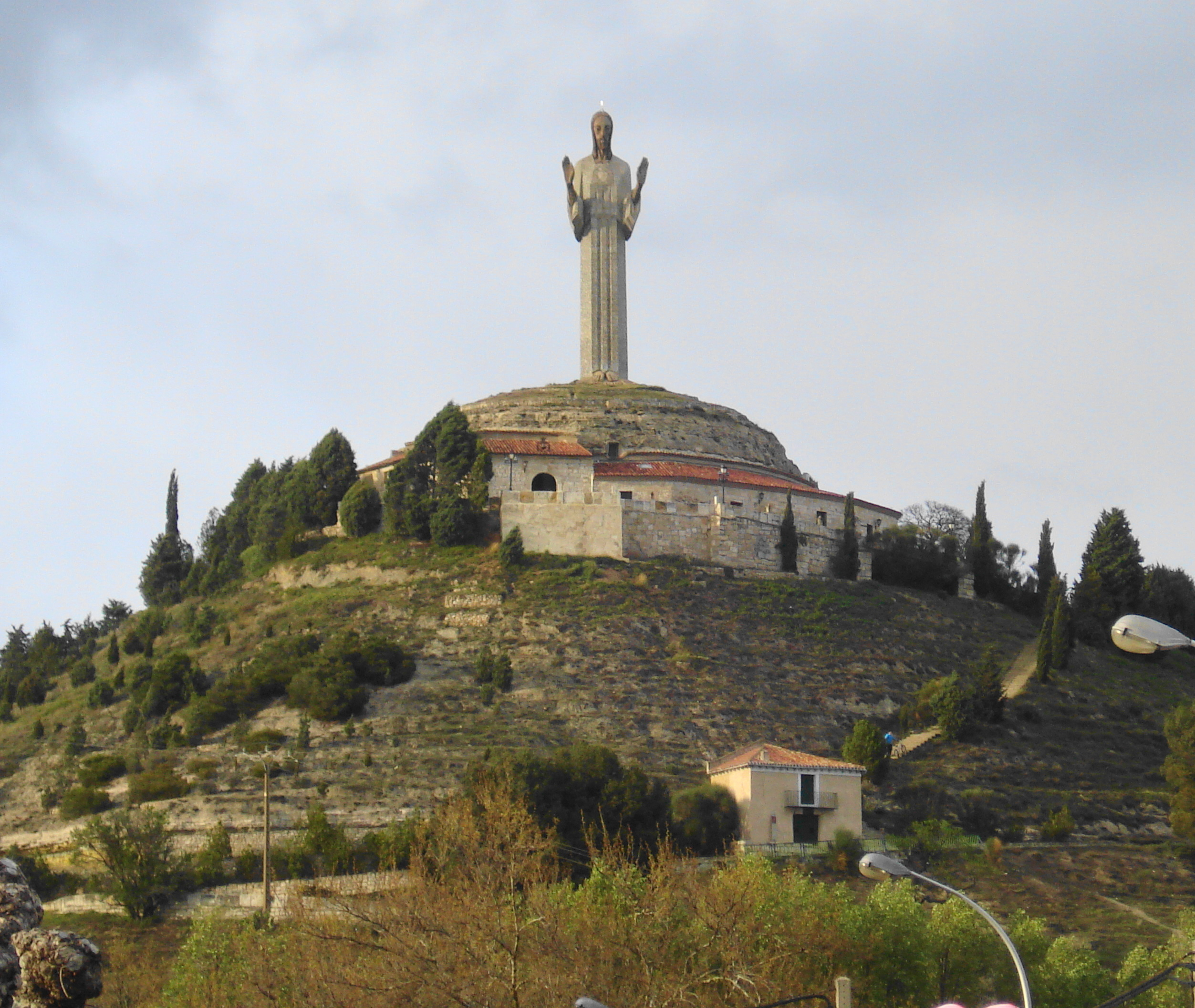
Cerro testigo sobre el que se asienta el Cristo del Otero, con la ermita de Santo Toribio en mitad de la ladera.

### Romería de Santo Toribio
El domingo más cercano al 16 de abril se celebra en el Cristo del Otero la romería de Santo Toribio. 
La leyenda cuenta que cuando el santo fue a orientar a los palentinos hacia el catolicismo original, del que se habían alejado por seguir la herejía priscilianista, fue apedreado y expulsado de la ciudad. Santo Toribio se refugió en la ermita de Santa María del Otero. Fue entonces cuando el río Carrión se desbordó en una devastadora inundación, y los palentinos subieron arrepentidos al cerro donde se encontraba Toribio, que los perdonó.
En recuerdo del apedreamiento del Santo, el día de su fiesta las autoridades palentinas lanzan a los asistentes bolsas del típico pan y quesillo desde el balcón de la ermita. Esta es una sencilla construcción de carácter popular que se encuentra en la falda del cerro. La celebración consiguió en el año 2007 el distintivo de Fiesta de Interés Turístico Regional.

### Procesión del Santo Rosario del Dolor
Se celebra en la tarde del Domingo de Ramos y está organizada por la cofradía Penitencial y Sacramental de la Santa Vera-Cruz. En ella las pequeñas imágenes del Santísimo Cristo de la Vera-Cruz y de Nuestra Señora del Dolor suben a hombros de los cofrades hasta los pies del Cristo del Otero rezando en diferentes puntos los distintos misterios del Santo Rosario.